# Thür
Thür là một đô thị ở huyện Mayen-Koblenz bang Rheinland-Pfalz, phía tây nước Đức. Đô thị Thür có diện tích 8,26 km².